# Phreatophasma
Phreatophasma es un género extinto de tetrápodo que existió durante el periodo Pérmico en Rusia. Solo incluye a una especie, Phreatophasma aenigmatum, el cual es en sí mismo conocido a partir de un único fémur encontrado en una mina cerca del pueblo de Belebei en Bashkortostán. Phreatophasma proviene de una asociación fósil que data del final del Ufimiano al  inicio del Kazaniano según el esquema estratigráfico ruso, correlacionándose con la etapa del Roadiense (inicios del Pérmico Medio, hace unos 270 millones de años) bajo la escala de tiempo estratigráfica internacional. Dado que la especie se basa en un único espécimen con pocos rasgos diagnósticos anatómicos, subsiste la incertidumbre sobre a que rama de la filogenia de los tetrápodos pertenece; fue interpretado originalmente en 1954 como un enigmático sinápsido "teromorfo" (a lo que se debe su nombre de especie, aenigmatum) por el paleontólogo soviético Ivan Yefremov, Phreatophasma fue más tarde descrito como un terápsido incertae sedis por el paleontólogo estadounidense Alfred Romer en 1956 y luego como un miembro de una familia basal de sinápsidos conocida como Caseidae comenzando con Everett C. Olson en 1962. La clasificación de Olson fue más tarde apoyada por el paleontólogo canadiense Robert Reisz en 1986 y el paleontólogo estadounidense Robert L. Carroll en 1988. Ivakhneneko et al. (1997) y Maddin et al. (2008) consideraron por su parte a Phreatophasma como un sinápsido indeterminado.
Golubev (2000) propuso que Phreatophasma no era un sinápsido sino más bien un pararreptil leptorofino cercanamente emparentado con Biarmica y Leptoropha (los cuales son ahora considerados como seymouriamorfos), que han sido hallados en la misma asociación fósil y son anatómicamente similares. Otra línea de evidencia que apoya sus cercanas afinidades se basa en que los tres se han encontrado en depósitos de transición marina dentro de la asociación (Phreatophasma en una caliza portadora de braquiópodos y briozoos y Biarmica y Leptoropha en depósitos de lagunas y deltas fluviales), ambientes que no son los típicos para los sinápsidos terrestres pero son posibles para seymouriamorfos semiacuáticos. No obstante, la carencia de material adicional significa que las relaciones de Phreatophasma seguirán siendo inciertas.